# سامیه لک

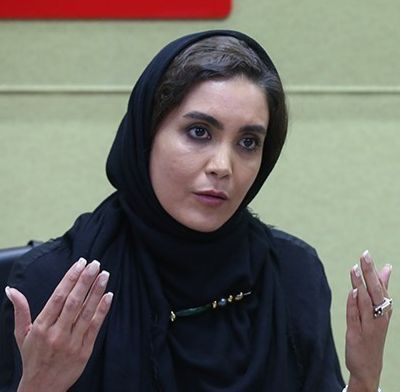
در شهریور ۱۳۹۸

سامیه لک (زادهٔ ۹ خرداد ۱۳۵۹) بازیگر سینما و تلویزیون است. او با ایفای نقش در مجموعه تلویزیونی مرگ تدریجی یک رؤیا به کارگردانی فریدون جیرانی ،در سن ۲۶ سالگی شناخته شد. لک در چهاردهمین جشنواره بین‌المللی فیلم‌های ورزشی، دیپلم افتخار بهترین بازیگر زن را برای فیلم سینمایی ناک اوت دریافت کرد.

## زندگی شخصی
سامیه لک در سال ۱۳۵۹ در تهران به دنیا آمد. او رشته معماری را تا مقطع کاردانی در دانشگاه فنی و حرفه ای گذرانده است. لک در سال ۱۳۸۲ برای ادامه تحصیل به امارات رفت و در آنجا به تحصیل در رشته معماری پرداخت. او در سال ۱۳۸۵ برای بازی در سریال مرگ تدریجی یک رؤیا به ایران بازگشت، و در ایران ازدواج کرد. سامیه لک علاوه بر بازیگری، معمار است و در همین زمینه مشغول فعالیت است.

## فیلم‌شناسی

### فیلم سینمایی
- غریب (محمدحسین لطیفی، ۱۴۰۱)
- ناک‌اوت (فرناز امینی، ۱۳۹۸)[۱۳]
- زیرنظر (مجید صالحی، ۱۳۹۷)
- نیلم (۱۳۹۷)[۱۴]

### مجموعه تلویزیونی
- ترور خاموش (احمد معظمی، ۱۳۹۸)
- آنام (جواد افشار ،۱۳۹۶)[۱۵][۱۶]
- خانه بی پرنده (کاظم معصومی، ۸۹–۱۳۸۸)[۱۷]
- آواز در باران (صدرالدین شجره، ۱۳۸۷)
- مرگ تدریجی یک رؤیا (فریدون جیرانی، ۸۶–۱۳۸۵)

### نمایش خانگی
- گناه فرشته (حامد عنقا، ۱۴۰۲)
- جزیره (سیروس مقدم، ۱۴۰۰)[۱۸]
- آقازاده (بهرنگ توفیقی، ۱۳۹۹)[۱۹][۲۰]
- قلب یخی (محمدحسین لطیفی، ۹۰–۱۳۸۹) فصل یک و دو